# Hlipiceni, Botoșani
Hlipiceni este satul de reședință al comunei cu același nume din județul Botoșani, Moldova, România.
Satul Hlipiceni este cunoscut din timpul boierului Toderică Sturdza care avea în proprietatea sa mai multe terenuri agricole, dar, neavând suficiente brațe de muncă, a mers la București și a obținut aprobarea colonizării teritoriului cu oameni din Bucovina, în speță ucraineni care nu vorbeau românește. Pentru a nu aduce oamenii anual, s-a gândit sa-i așeze pe locul unde este amplasat satul Hlipiceni, în jurul anului 1820. Denumirea satului Hlipiceni vine probabil de la cuvântul “hlepceni”, care în limba ucraineană înseamnă “mălai copt”.

 Acest articol despre o localitate din județul Botoșani este deocamdată un ciot. Puteți ajuta Wikipedia prin completarea lui.